# Айхсфельд (район)
Айхсфельд (нім. Eichsfeld) — район у Німеччині, у складі федеральної землі Тюрингія. Адміністративний центр — місто Гайльбад-Гайлігенштадт.

## Населення
Населення району становить 99 324 осіб (станом на 31 грудня 2021).

## Адміністративний поділ
Район складається з 75 міст і громад (нім. Gemeinden), об'єднаних у 9 об'єднань громад (нім. Verwaltungsgemeinschaften), а також двох міст і двох громад, що не входять до жодного об'єднання громад.
Дані про населення наведені станом на 31 грудня 2021.
| Самостійні міста: 1. Гайльбад-Гайлігенштадт (17233) 2. Ляйнефельде-Ворбіс (20119) Самостійні громади: 1. Ам-Омберг (3626) 2. Зонненштайн (4400) Об'єднання громад: Зірочками (*) позначені центри об'єднань громад. - 1. Дінгельстедт (Невірний параметр metadata 160615003) 1. Гельмсдорф (Невірний параметр metadata 16061046) 2. Дінгельштедт (місто) * (Невірний параметр metadata 16061025) 3. Зільбергаузен (Невірний параметр metadata 16061087) 4. Кальмероде (Невірний параметр metadata 16061054) 5. Кеффергаузен (Невірний параметр metadata 16061055) 6. Кройцебра (Невірний параметр metadata 16061061) - 2. Айхсфельдер-Кессель (Невірний параметр metadata 160615004) 1. Гаузен (Невірний параметр metadata 16061043) 2. Гертероде (Невірний параметр metadata 16061038) 3. Дойна (Невірний параметр metadata 16061022) 4. Кляйнбартлофф (Невірний параметр metadata 16061059) 5. Нідероршель * (5498) - 3. Айхсфельд-Віпперауе (7122) 1. Брайтенворбіс * (3133) 2. Була (472) 3. Гайнроде (697) 4. Гернроде (1484) 5. Кірхворбіс (1336) | - 4. Ерсгаузен/Гайсмар (4975) 1. Бернтероде (бай-Гайльбад-Гайлігенштадт) (Невірний параметр metadata 16061004) 2. Візенфельд (228) 3. Дітероде (80) 4. Гайсмар (1057) 5. Зіккероде (140) 6. Келла (482) 7. Кромбах (167) 8. Пфаффшвенде (332) 9. Фолькероде (232) 10. Швобфельд (106) 11. Шимберг * (2151) - 5. Ганштайн-Рустеберг (5615) 1. Аренсгаузен (1016) 2. Борнгаген (257) 3. Бургвальде (228) 4. Вальгаузен (280) 5. Герберсгаузен (594) 6. Гоенгандерн * (608) 7. Кірхгандерн (608) 8. Ліндеверра (259) 9. Март (321) 10. Рорберг (226) 11. Рустенфельде (519) 12. Фраєнгаген (287) 13. Фреттероде (178) 14. Шахтебіх (234) - 6. Ляйнеталь (6693) 1. Боденроде-Вестгаузен * (1093) 2. Вінгероде (1147) 3. Гайследен (975) 4. Глазегаузен (146) 5. Гоес-Кройц (1303) 6. Гойтен (725) 7. Райнгольтероде (775) 8. Штайнбах (529) | - 7. Лінденберг/Айхсфельд (6685) 1. Берлінгероде (1231) 2. Бреме (1102) 3. Венде (384) 4. Гундесгаген (Невірний параметр metadata 16061052) 5. Еклінгероде (702) 6. Тайстунген * (2463) 7. Тастунген (258) 8. Ферна (545) - 8. Удер (6421) 1. Айхструт (83) 2. Асбах-Зіккенберг (99) 3. Біркенфельде (529) 4. Вюстгойтероде (565) 5. Дітценроде/Фаттероде (122) 6. Лентероде (312) 7. Луттер (719) 8. Маккенроде (305) 9. Реріг (221) 10. Тальвенден (342) 11. Удер * (2688) 12. Шенгаген (143) 13. Штайнгойтероде (293) - 9. Вестервальд-Оберайхсфельд (4769) 1. Бюттштедт (878) 2. Вахштедт (447) 3. Вюстгойтероде (565) 4. Еффельдер (1201) 5. Кюльштедт * (1323) |